# Asilus fuscipes
Asilus fuscipes là một loài ruồi trong họ Asilidae. Asilus fuscipes được Villers miêu tả năm 1789. Loài này phân bố ở vùng Cổ Bắc giới.